# Тахікініни
Тахікініни є однією з найбільших родин нейропептидів, які зустрічаються у тварин від амфібій до ссавців. Їхня назва походить від здатності швидко (tachy-) викликати скорочення (kinin) кишкової тканини. Сімейство тахікінінів характеризується загальною С-кінцевою послідовністю Phe -X- Gly — Leu — Met -NH2, де X є або ароматичною, або аліфатичною амінокислотою. Гени, залучені у продукцію тахікінінів, кодують білки-попередники, які називаються препротахікінінами, які подрібнюються на менші пептиди за допомогою посттрансляційного протеолітичного процесингу. Гени також кодують численні форми альтернативного сплайсингу, які складаються з різних наборів пептидів.
До основних тахікінінів ссавців належать:
- Речовина П (SP)
- Нейрокінін A (NKA)
- Нейрокінін B (NKB)
- Нейропептид K (NPK)
- Нейропептид γ (NPγ)
- Гемокінін-1 (HK-1)
- Ендокініни (EKA, EKB, EKC, EKD)

Найвідомішим тахікініном є речовина П.
Тахікініни кодуються трьома генами:
- Tac1 (також відомий як PPT-A): кодує SP та NKA
- Tac3 (PPT-B): кодує NKB[3]
- Tac4 (PPT-C): кодує HK-1 and endokinins

Два людських гена тахикінінів назвиваються TAC1 та TAC3 з історичних причин і відповідають мишачим генам Tac1 та Tac2. TAC1 кодує нейрокінін А (раніше відомий як речовина K), нейропептид К (що також називається нейрокінін K), нейропептид гамма, та речовина П. Після сплайсингу утворюються три форми: альфа, бета, гамма. У альфи відсутній екзон 6, у гамми — екзон 4. Всі три форми альтернативного сплайсингу TAC1 утворюють речовину П, але тільки бета і гамма форми утворюють інші три пептиди. Нейропептид К і нейропептид гамма є довшими версіями нейрокініну А за рахунок N-терміналі. В деяких тканинах нейрокінін А є остаточним нейропептидом.

## Рецептори
Відомі три рецептори тахікінінів ссавців, які називаються NK1, NK2 і NK3 . Усі вони є членами сімейства трансмембранних g-білкових рецепторів й індукують активацію фосфоліпази С, утворюючи інозитолтрифосфат. NK1, NK2 і NK3 вибірково зв'язуються з речовиною П (SP), нейрокініном A (NKA) і нейрокініном B (NKB) відповідно. Хоча рецептори не є специфічними для будь-якого окремого тахікініну, вони мають різну спорідненість з тахікінінами:
- NK1 : SP > NKA > NKB
- NK2 : NKA > NKB > SP
- NK3 : NKB > NKA > SP

Антагоністи рецепторів нейрокініну-1 (NK1), через які діє речовина П, були запропоновані в якості нового класу антидепресантів тоді як антагоністи NK2 були запропоновані як анксіолітики і антагоністи NK3 були запропоновані як антипсихотики.

## Функції і медичне значення
Тахікініни збуджують нейрони, викликають поведінкові відповіді, беруть учать у сприйнятті болю, діють як потужні вазодилятатори та викликають скорочення (пряме і непряме) багатьох гладеньких м'язів, що грає роль у регуляції функції шлунково-кишкового тракту, дихальної та урогенітальної системи.
Тахікініни також беруть участь у запаленні, а антагоністи рецепторів тахікінінів були досліджені для використання при лікуванні запальних станів, таких як астма та синдром подразненого кишечника. Зараз ці препарати-антагоністіи використовуються як протиблювотні засоби як у медицині, так і у ветеринарії.
Приклади антагоністів тахикінінів:
- Апрепітант
- Казопітант
- Фозапрепітант
- Маропітант
- Непадутант
- Озанетант
- Саредутант
- Талнетант

## Підродини
- Тахікінін IPR008215